# 정순옹주 (성종)
정순옹주(靜順翁主, 1486년 11월 17일(음력 10월 13일) ~ ?)는 성종의 7녀이자 서6녀이며 어머니는 숙의 홍씨이다.

## 생애
1486년(성종 17년) 10월 13일, 성종과 숙의 홍씨의 다섯번째 자녀이자 둘째 딸로 태어났다.
봉성위(奉城尉) 정원준(鄭元俊)에게 하가하여 1남을 얻었다. 정원준은 이세좌의 외손으로, 이세좌는 폐비 윤씨가 사사될 때, 왕명을 받아 사약을 들고 간 죄로 갑자사화에 연루되어 처형되었고, 정원준 또한 연좌되어 귀양을 가게 되었다. 이후 귀양에서 풀려났으나 부모상(丁憂)을 당하였고, 생활이 곤궁하여 중종이 쌀과 콩을 내렸다.
정순옹주에 대한 기록은 전무하며, 정순옹주와 정원준의 묘소는 경기도 과천시에 있다.

## 가족 관계
- 부 : 제9대 성종대왕(成宗大王, 1457 ~ 1494)
- 모 : 숙의 홍씨(淑儀 洪氏, 1457 ~ 1510)
  - 부마 : 봉화 정씨 봉성위 정원준(奉城尉 鄭元俊, ? ~ 1507)
    - 장남 : 정응(鄭譍, 1504 ~ ? )
    - 며느리 : 양천 허씨 - 양천군(陽川君) 허확(許確)의 딸